# Саражинка
Саражи́нка — село у складі Балтської міської громади у Подільському районі, Одеська область.
Розташоване за 25 км на північний захід від міста Балта, — центру міської об'єднаної громади. Межує: на півночі з селами Стратіївка та Любомирка Гайсинського району Вінницької області, на сході — з селом Перейма, на півдні — з селом Борсуки, на заході — з селом Смілянка.

## Історія
В середині 17 століття відоме як місто Сараджин, біля якого в 1664 році відбувся бій (Сараджинська битва) між загонами запорожців i калмиків на чолі з Іваном Сірком та польсько-татарським військом. Ймовірно, що стародавній, майже розораний курган з давньою місцевою назвою «Козацька могила», що стоїть в 4 км на північ від сільського майдану, i є похованням загиблих в тій битві воїнів.
Офіційна дата заснування села — 1651 рік.
За адміністративним поділом 17-18 століть — Брацлавське воєводство, 19 століття — Балтський повіт, 20 століття — Балтський район (у 30-х — 50-х роках — Піщанський район) Одеської області.
7 (20) листопада 1917 року, відповідно до Третього Універсалу Української Центральної Ради, увійшло до складу Української Народної Республіки.
Під час організованого радянською владою Голодомору 1932—1933 років померло щонайменше 38 жителів села.
12 червня 2020 року, відповідно до Розпорядження Кабінету Міністрів України від № 724-р «Про визначення адміністративних центрів та затвердження територій територіальних громад Одеської області», увійшло до складу Балтської міської територіальної громади.
19 липня 2020 року, в результаті адміністративно-територіальної реформи і ліквідації Балтського району, село увійшло до складу новоутвореного Подільського району.

## Населення
Згідно з переписом 1989 року населення села становило 1475 осіб, з яких 618 чоловіків та 857 жінок.
За переписом населення 2001 року в селі мешкало 1117 осіб.

### Мова
Розподіл населення за рідною мовою за даними перепису 2001 року:
| Мова       | Відсоток |
| ---------- | -------- |
| українська | 98,66 %  |
| румунська  | 0,71 %   |
| російська  | 0,63 %   |

## Визначні пам'ятки
Православний храм (церкву Покрови) засновано у 1761 році. Церква була дерев'яна триверха; в 1865 збудовано нову церкву Покрови — цегляну одноверху. Під час радянської влади церква була занедбана, зараз силами місцевих підприємців відреставрована і діє.
На околицях Саражинки виявлено залишки поселень трипільської культури, епохи бронзи і черняхівської культури.